# Ahli Al-Khalil Club
El Ahli al-Khaleel Club (àrab: أهلي الخليل, Ahlī al-Ḫalīl) és un club de futbol palestí amb seu a Hebron, que juga a la Lliga Premier de Cisjordània.

## Palmarès
- Copa palestina de futbol:[2][3][4]
  - 2014-15, 2015-16

- Copa de Cisjordània de futbol:[2]
  - 2014-15, 2015-16, 2016-17

- Supercopa de Cisjordània de futbol:[2]
  - 2015, 2016